# Strychnos retinervis
Strychnos retinervis är en tvåhjärtbladig växtart som beskrevs av Leeuwenb.. Strychnos retinervis ingår i släktet Strychnos och familjen Loganiaceae. Inga underarter finns listade i Catalogue of Life.